# CSOA Casas Viejas
El Centro Social Okupado Autogestionado (CSOA) Casas Viejas fue un centro social okupado en el barrio del Pumarejo de Sevilla (Andalucía, España) entre octubre de 2001 y diciembre de 2007. 

## Historia
El primer CSOA Casas Viejas se ocupó en octubre de 2001 en la calle Divina Pastora 51. Tras un breve periodo de actividad el centro se trasladó a la calle Antonia Saenz sobre un antiguo almacén de aceite. En las naves que componían la fábrica se construyó una biblioteca, una cooperativa de bar y una sala multiusos con escenario e iluminación. Así mismo, una casa de vecinos anexa sería utilizada como vivienda. El conjunto llevaba varios años abandonado cuando se entró.
En los cinco años que permaneció en su emplazamiento definitivo el espacio fue objeto de notables controversias. Reconocido por parte del vecindario por su denuncia de la especulación, fue objeto también de críticas por los ruidos que generaba la alta concentración de jóvenes.
El espacio fue desalojado por orden judicial en diciembre de 2007.

## Actividad política
Identificado con el movimiento okupa. Durante los seis años que duró la ocupación, el espacio tuvo una notable actividad política en la ciudad. En junio de 2002 fue sede del bloque anarquista en las protestas contra la cumbre de jefes de Estado de la Unión Europea, en el marco del movimiento antiglobalización . En los años siguientes se realizaron actividades para apoyar diversas luchas locales, entre ellas, la huelga de barrenderos de Tomares de 2002, llevada a cabo por el sindicato CNT, o la huelga de alquileres de los vecinos del barrio sevillano de la Bachillera.
Dentro del movimiento okupa, el espacio tuvo especial significación en Sevilla. El único centro social ocupado, con actividad política, que había existido con anterioridad en la ciudad fue el llamado CSOA Cruz Verde, desalojado en 1995. Casas Viejas fue utilizado como infraestructura en diversos actos como el Hackmeeting  del 2004, manifestaciones del primero de mayo de 2005 y 2006, etcétera. Tras la ocupación de este CSOA, surgieron en la ciudad varios espacios ocupados, como el CSOA Sin Nombre, en el barrio de San Bernardo, el Centro Vecinal del Pumarejo o el Huerto del Rey Moro, así como varios grupos de jóvenes que ocuparon viviendas vacías para residencia.

## Desalojo
El centro social alcanzó especial repercusión con motivo de su desalojo. Durante el mismo, con el objetivo de frenarlo, dos activistas se encadenaron en un zulo a cuatro metros de profundidad. El desalojo duró aproximadamente 48 horas, durante las cuales hubo protestas en la calle y gran repercusión mediática. Cuando el desalojo fue consumado, los activistas denunciaron que la policía había forzado la finalización de la resistencia utilizando técnicas de tortura. Tras estas denuncias, el Sindicato Unificado de Policía insinuó en los medios de comunicación la vinculación de los okupas con la banda ETA.
El espacio en que se encontraba el centro social empezó a ser demolido inmediatamente después de su desalojo. Durante el mismo se anunció que el espacio iba a ser dedicado a usos sociales por parte de la administración local. El solar que ocupaba el CSOA Casas Viejas no comenzó a ser edificado hasta 2016.